# Los malditos caminos
 Los malditos caminos  es una película documental de Argentina filmada en colores dirigida por Luis Barone según su propio guion escrito sobre una investigación de Mausi Martínez que se estrenó el 14 de noviembre de 2002.

## Sinopsis
La vida de tres militantes políticos en la Argentina de las décadas de 1960 y 1970: José Luis Nell, un guerrillero que integró las organizaciones Movimiento Nacionalista Tacuara, Fuerzas Armadas Peronistas y Montoneros, participó en el asalto al Policlínico Bancario y colaboró con el Movimiento de Liberación Nacional-Tupamaros; Lucía Cullen, militante de las Fuerzas Armadas Peronistas, luego en Montoneros y después en el sector  Lealtad de esta última agrupación y Carlos Mugica, referente de los Sacerdotes del Tercer Mundo, así como los acontecimientos políticos del país entre 1955 y 1976.

## Entrevistados
Algunos de los entrevistados en el filme fueron:
- Jorge Rulli
- Héctor Spina
- Alejandro Mugica
- Mauricio Rosencoff
- Pepe Mujica
- Helena Goñi
- Héctor Rossi
- Ernesto Villanueva

## Candidaturas
La película fue candidata al Premio Cóndor de Plata 2003 al mejor videofilme que otorga la Asociación de Cronistas Cinematográficos de la Argentina.

## Comentarios
Hugo Caligaris en La Nación escribió:

”…Falta concentración y aunque parezca mentira, datos tan sustanciales como el alejamiento del padre Mugica  de los montoneros y la defensa de Lucía Cullen del régimen de Isabel Perón son liquidados en apenas dos palabras”.

Aníbal Vinelli dijo en Clarín:

”…enamorada de su propia verborragia, la película no consigue marcar el límite entre lo fundamental y lo redundante…Eso sí, al menos en sus mejores partes logra ser un documento histórico imprescindible”.

Manrupe y Portela opinaron:

”La extensísima duración termina revelándose contra un material demasiado mezclado y confuso.”